# Marius Skuodis
Marius Skuodis (ur. 9 sierpnia 1985 w Wilnie) – litewski politolog i urzędnik państwowy, w latach 2018–2020 wiceminister gospodarki, od 2020 do 2024 minister komunikacji.

## Życiorys
W 2004 ukończył szkołę średnią w Wilnie, a w 2008 studia licencjackie z politologii w Instytucie Nauk Politycznych i Stosunków Międzynarodowych Uniwersytetu Wileńskiego. Uzyskał magisterium z europeistyki w tej samej jednostce w 2010 oraz z administracji publicznej i polityki gospodarczej w London School of Economics w 2012. W 2018 doktoryzował się na Uniwersytecie Wileńskim w zakresie nauk politycznych.
W latach 2006–2010 był członkiem rady państwowego funduszu do spraw nauki i studiów. Od 2008 do 2009 pracował w kancelarii premiera na stanowisku głównego specjalisty w departamencie polityki europejskiej. Później był analitykiem w instytucie badawczym. W latach 2012–2018 zatrudniony w Banku Litwy, początkowo jako starszy specjalista, a od 2015 jako dyrektor departamentu stosunków zewnętrznych. W międzyczasie został wykładowcą akademickim na macierzystej uczelni.
W styczniu 2018 powołany na wiceministra gospodarki, od stycznia 2019 był wiceministrem gospodarki i innowacji. W grudniu 2020 z rekomendacji Partii Wolności objął urząd ministra komunikacji w nowo powołanym rządzie Ingridy Šimonytė. Stanowisko to zajmował do grudnia 2024.